# 安娜·贝尔默
安娜·贝尔默（英語：Anna Behlmer）是一位美国音讯工程师。她曾10次提名奥斯卡最佳音响效果奖，是第一个被提名此奖项的女性。自1987年她参与制作过120多部电影。

## 精选影视作品
- 勇敢的心 (1995)[2]
- 贝隆夫人 (1996)[3]
- 洛城机密 (1997)[4]
- 细细的红线 (1998)[5]
- 红磨坊 (2001)[6]
- 奔腾年代 (2003)[7]
- 最后的武士 (2003)[7]
- 世界之战 (2005)[8]
- 血钻 (2006)[9]
- 星际迷航 (2009)[10]